# Opłata prolongacyjna
Opłata prolongacyjna – opłata wnoszona przez podatników, którym na mocy decyzji organu podatkowego odroczono termin płatności podatku lub rozłożono na raty zapłatę podatku lub zaległości podatkowej wraz z odsetkami za zwłokę. Opłata prolongacyjna jest uiszczana w wysokości 50% stawki odsetek za zwłokę od zaległości podatkowych.
Opłatę prolongacyjną oblicza się według zasad określonych w rozporządzeniu Ministra Finansów z dnia 22 sierpnia 2005 r. w sprawie naliczania odsetek za zwłokę oraz opłaty prolongacyjnej, a także zakresu informacji, które muszą być zawarte w rachunkach.
Przy odroczeniu terminu płatności opłata prolongacyjna obliczana jest według następującego wzoru:
{\displaystyle {\frac {K\cdot L\cdot O\cdot S}{365}}=OP=OPpz,}
gdzie:
{\displaystyle K} – kwota odroczonego lub rozłożonego na raty podatku,
{\displaystyle L} – liczba dni, na które odroczono termin płatności podatku,
{\displaystyle O} – stawka odsetek za zwłokę,
{\displaystyle S} – stawka opłaty prolongacyjnej,
365 – dni w roku,
{\displaystyle OP} – kwota opłaty prolongacyjnej,
{\displaystyle OPpz} – kwota opłaty prolongacyjnej po zaokrągleniu.